# Junonia terea
Junonia terea) là một loài bướm ngày thuộc họ Nymphalidae. Nó được tìm thấy ở Afrotropic ecozone.
Sải cánh dài 50–55 mm đối với con đực và 52–60 mm đối với con cái.
Ấu trùng ăn Asystasia gangetica, Phaulopsis imbricata, và Ruellia patula.